# Canton de Sagro-di-Santa-Giulia
Le canton de Sagro-di-Santa-Giulia est une ancienne division administrative française, située dans le département de la Haute-Corse et la collectivité territoriale de Corse. Brando était son chef-lieu.

## Géographie
Le canton s'étendait sur la partie sud du Cap Corse.

## Histoire

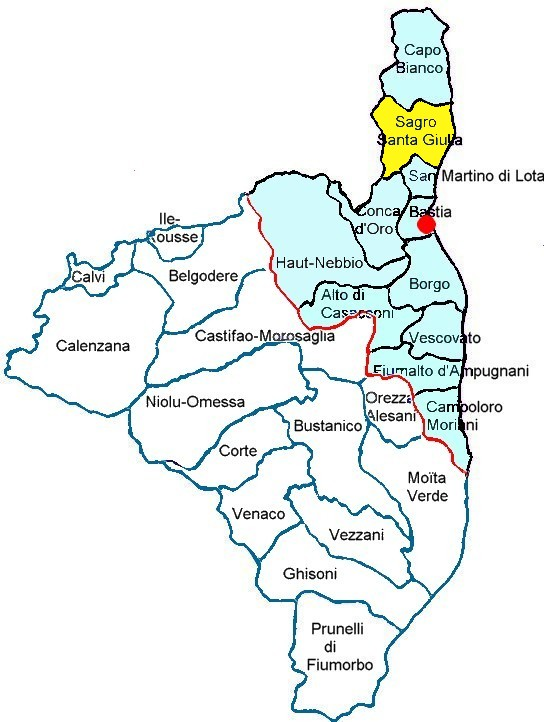
Les cantons de Haute-Corse.

Le canton de Sagro-di-Santa-Giulia est créé en 1973 par la fusion des cantons de Brando et de Nonza. Il est supprimé par le décret du 26 février 2014, à compter des élections départementales de mars 2015. Il est englobé dans le canton du Cap Corse.

## Canton de Brando (1833-1973)
- De 1833 à 1848, les cantons de Brando et de San Martino avaient le même conseiller général. Le nombre de conseillers généraux était limité à 30[2].

### Conseillers généraux du canton de Brando de 1833 à 1973
| Période | Période          | Identité                                                      | Étiquette       | Qualité |
| ------- | ---------------- | ------------------------------------------------------------- | --------------- | --- |
| 1833    | 1848             | François Marie Stefanini (1798-1878)                          |                 | Conseiller à la Cour royale de Bastia                                                                                         |
| 1848    | 1854 (décès)     | Jean-Mathieu Valery (ou Valerj) (1796-1854)                   |                 | Armateur, fondateur de la compagnie maritime Valery, propriétaire à Pietracorbara Président du Tribunal de commerce de Bastia |
| 1854    | 1879 (décès)     | Comte Jean Joseph Valery (fils du précédent)                  | Bonapartiste    | Négociant à Bastia Directeur de la Compagnie des paquebots de la Méditerranée Sénateur (1876-1879)                            |
| 1879    | 1880             | Sébastien Piccioni                                            | Bonapartiste    | Maire de L'Île-Rousse (1840-1848 et 1855-1870)                                                                                |
| 1880    | 1886             | Bonaventure Pericchi                                          | Bonapartiste    | Propriétaire, maire de Sisco                                                                                                  |
| 1886    | 1892             | Antoine Sanguinetti (1845-1926)                               | Républicain     | Ingénieur civil Maire de Brando                                                                                               |
| 1892    | 1921 (démission) | Louis Ramelli (1849-1926)                                     | Républicain     | Banquier à Bastia |
| 1921    | 1928             | Dominique Valery                                              |                 | Homme d'affaires, conseiller municipal de Brando                                                                              |
| 1928    | 1934             | Augustin Sanguinetti (fils d'Antoine Sanguinetti) (1883-1953) | RG Parti Pietri | Médecin, maire de Brando |
| 1934    | 1940             | Jean de Moro-Giafferri                                        | SFIO puis PRS   | Avocat |
|         |                  |                                                               |                 | |
| 1945    | 1968 (décès)     | Antoine Damiani (1903-1968)                                   | Rad.            | Industriel Maire de Sisco (1946-1968)                                                                                         |
| 1969    | 1973             | Roger Franzoni                                                | Rad. puis MRG   | Avocat Maire de Pietracorbara Elu en 1973 dans le Canton de Capobianco                                                        |

### Conseillers d'arrondissement du canton de Brando (de 1833 à 1940)
| Période                                  | Période      | Identité                                   | Étiquette   | Qualité |
| ---------------------------------------- | ------------ | ------------------------------------------ | ----------- | --- |
| 1833                                     |              | M. Ferdinandi                              |             | Docteur en droit, Brando                                                                                    |
|                                          |              |                                            |             | |
| 1845                                     | 1852         | Ange-François Morazzani-Pietri (1793-1880) |             | Avocat, maire de Brando                                                                                     |
| 1852                                     | 1855         | Louis Giorgi                               |             | |
| 1855                                     | 1861         | Vincent Morazzini-Pietri                   |             | |
| 1861                                     |              | Joseph Valery fils                         |             | Armateur |
| avant 1877                               | après 1882   | Bonaventure Perricchi                      |             | Propriétaire à Sisco                                                                                        |
|                                          |              |                                            |             | |
| 1886                                     |              | M. Damiani                                 |             | |
| 1895                                     | 1901 (décès) | Jean André Giorgi (1838-1901)              |             | Médecin à Bastia, greffier de la justice de paix, Brando, maire de Santa-Maria-di-Lota                      |
|                                          |              |                                            |             | |
| 1907                                     | 1919         | Dominique Angéli                           | Républicain | |
| 1919                                     | 1922         | Pascal Santoni                             |             | Maire de Sisco                                                                                              |
| 1922                                     | 1931         | M. Valéry                                  |             | |
| 1931                                     | 19..         | M. Muro                                    |             | |
| 19..                                     | 1937         | M. Santoni                                 |             | |
| 1937                                     | 1940         | M. Suzzoni                                 | landryste   | Notaire |
| 1940                                     |              |                                            |             | Les conseils d'arrondissement ont été suspendus par la loi du 12 octobre 1940 et n'ont jamais été réactivés |
| Les données manquantes sont à compléter. |              |                                            |             | |

## Canton de Nonza (1833-1973)
- De 1833 à 1848, les cantons de Nonza, Oletta et Saint-Florent avaient le même conseiller général. Le nombre de conseillers généraux était limité à 30[2].

### Conseillers généraux du canton de Nonza de 1833 à 1973
| Période                                  | Période           | Identité                                | Étiquette     | Qualité                                                                                     |
| ---------------------------------------- | ----------------- | --------------------------------------- | ------------- | ------------------------------------------------------------------------------------------- |
| 1833                                     | 1835 (décès)      | M. Morati                               |               | Propriétaire à Bastia                                                                       |
| 1835                                     | 1839              | M. Morati                               |               | Conseiller municipal de Murato                                                              |
| 1839                                     | 1848              | M. Gentile                              |               | Ancien maire de Nonza, propriétaire à Saint-Florent                                         |
| 1848                                     | 1867 (décès)      | Vincent Antoni-Antonetti (1789-1867)    |               | Ancien industriel à Porto-Rico Sous-gouverneur de la Banque de France Propriétaire à Bastia |
| 1867                                     | 1877              | M. de Gentile                           | Droite        | Directeur de succursale bancaire à Toulon puis à Bastia                                     |
| 1877                                     | 1891              | Comte Vincent Benedetti (1817-1900)     | Bonapartiste  | Diplomate (ambassadeur à Berlin)                                                            |
| 1891                                     | 1917              | Ignace Vincent Alessandrini (1850-1917) | Républicain   | Médecin, maire de Canari (1892-1916)                                                        |
| 1917                                     | 1919              | siège vacant                            |               |                                                                                             |
| 1919                                     | 1925              | Antoine Etienne Orsini (1877-1968)      | Républicain   | Médecin, chirurgien-chef à l'Hôpital de Bastia, propriétaire à Canari                       |
| 1925                                     | 1940              | Joseph Simon Marcantetti (1895-1943)    | RG puis PSF   | Premier directeur de l'usine d'amiante Maire de Canari                                      |
|                                          |                   |                                         |               |                                                                                             |
| 1945                                     | 1961 (décès)      | Albert Allegrini                        | Rad.          | Médecin à Ogliastro                                                                         |
| 1962                                     | 1964 (annulation) | Jean Simonetti                          | Rad.          | Maire de Canari                                                                             |
| 1964                                     | 1964 (annulation) | Pascal Molinelli                        | DVD           |                                                                                             |
| 1964                                     | 1966 (annulation) | Jean Simonetti                          | Rad. puis UDR | Maire de Canari                                                                             |
| 1966                                     | 1973              | Pascal Molinelli                        | RI            |                                                                                             |
| Les données manquantes sont à compléter. |                   |                                         |               |                                                                                             |

### Conseillers d'arrondissement du canton de Nonza (de 1833 à 1940)
| Période                                  | Période    | Identité                                | Étiquette | Qualité |
| ---------------------------------------- | ---------- | --------------------------------------- | --------- | --- |
| 1833                                     |            | Robertus Alessandrini (1805-1878)       |           | Propriétaire, conseiller municipal de Canari                                                                |
|                                          |            |                                         |           | |
| 1852                                     | 1864       | Antoine-Paul Poggi                      |           | Docteur-médecin à Olmeta-de-Nonza                                                                           |
| 1864                                     | 1870       | Jean-André Orsini                       |           | |
| 1870                                     |            | Fernand Orsini                          |           | |
| avant 1877                               | après 1882 | Robert Alessandrini                     |           | Propriétaire à Canari                                                                                       |
| 1889                                     | 1895       | Joseph Emmanuel Aurélius Antoine Orsini |           | Médecin à Canari                                                                                            |
| 1895                                     |            | M. Bianchi                              |           | |
|                                          |            |                                         |           | |
|                                          | 1919       | Pierre Preziosi                         |           | Maire d'Ogliastro                                                                                           |
| 1919                                     | 1940       | B. Masini                               |           | Propriétaire à Olmeta                                                                                       |
| 1940                                     |            |                                         |           | Les conseils d'arrondissement ont été suspendus par la loi du 12 octobre 1940 et n'ont jamais été réactivés |
| Les données manquantes sont à compléter. |            |                                         |           | |

## Canton de Sagro-di-Santa-Giulia (1973-2015)

### Conseillers généraux de 1973 à 2015
| Période | Période | Identité              | Étiquette | Qualité                                                                                                |
| ------- | ------- | --------------------- | --------- | --- |
| 1973    | 2011    | Jean-Baptiste Motroni | PS        | Masseur kinésithérapeute Sénateur (1997-1998) Conseiller territorial (1999-2004)                       |
| 2011    | 2015    | Ange-Pierre Vivoni    | PS        | Enseignant Maire de Sisco depuis 1989 Président de l'Association des Maires de Haute-Corse (2001-2014) |

- Résultats des élections cantonales

## Composition
Le canton de Sagro-di-Santa-Giulia comprenait huit communes et comptait 4 018 habitants, selon la population légale de 2012.
| Communes            | Population (2012) | Code postal | Code Insee |
| ------------------- | ----------------- | ----------- | ---------- |
| Brando              | 1 654             | 20222       | 2B043      |
| Canari              | 314               | 20217       | 2B058      |
| Nonza               | 72                | 20217       | 2B178      |
| Ogliastro           | 104               | 20217       | 2B183      |
| Olcani              | 84                | 20217       | 2B184      |
| Olmeta-di-Capocorso | 144               | 20217       | 2B187      |
| Pietracorbara       | 616               | 20233       | 2B224      |
| Sisco               | 1 030             | 20233       | 2B281      |

## Démographie
| 1975  | 1982  | 1990  | 1999  | 2006  | 2011  | 2012  |
| ----- | ----- | ----- | ----- | ----- | ----- | ----- |
| 2 738 | 2 801 | 2 937 | 3 356 | 3 655 | 3 982 | 4 018 |